# 1866 en Lorraine
Chronologie de la Lorraine
- 1862
- 1863
- 1864
- 1865
- 1866
- 1867
- 1868
- 1869
- 1870

Cette page est une liste d'événements qui se sont produits durant l'année 1866 en Lorraine.

## Éléments contextuels
- Entre 1801 et 1866, la Lorraine passe de 1 265 000 à 1 600 000 habitants, une croissance de 26 % qui profite surtout à la Moselle et aux Vosges.

## Événements
- Ouverture de la mine de fer de Longwy et Mont-Saint Martin destinée à alimenter les usines locales[1]. Ouverture de la Mine de Maxéville[2].
- Création de la société de tir de Nancy[3]
- Achèvement des travaux du canal des Houillères vers Sarreguemines[4].
- Quatrième épidémie de Choléra[5] en Lorraine, après celles de 1832, 1849 et 1854 [6].
- Apparition du phylloxéra près de Metz, à Plantières, qui va se propager à toute la région. Les vignes sont remplacées par des vergers de mirabelles et des plantations de fruits rouges[7]

- 14, 15, 16 et 17 juillet : festivités du centenaire de la réunion de la Lorraine à la France en présence de l'impératrice[5]. Le 14 juillet, la société de tir de Nancy et la société orphéonique inaugurent les fêtes données, en présence de l'Impératrice, pour l'anniversaire séculaire de la réunion de la Lorraine à la France. Le 17 juillet, un défilé historique déroule aux regards des spectateurs l'histoire de la région illustrée par ses personnages historiques[8]. L’empereur n’est pas présent, retenu à Paris par la crise de Sadowa[7]. Dans le Paris du Second Empire, on craint que ne se crée, sur la frontière est, un voisin puissant et uni sous la domination de la Prusse. Très vite apparaît le slogan d'appel à la bataille pour empêcher la Prusse d'unir plus avant l'Allemagne : « Revanche pour Sadowa ! »[9],[10]

## Naissances

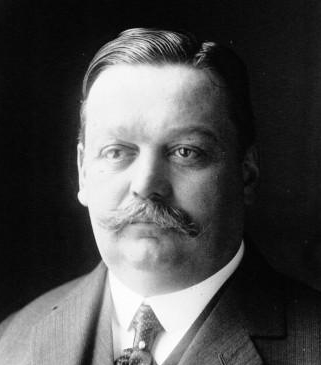
Charles Humbert en 1913

- 5 janvier : Nathan Netter (1866-1959) est grand-rabbin de Metz de 1900 à 1954.
- 7 janvier à Nancy : Jeanne Joséphine Contal, morte le 28 avril 1941 en son domicile dans le 5e arrondissement de Paris[11], peintre miniaturiste française.
- 12 janvier à Charmes  : Albert Denis, homme politique français, décédé le 20 janvier 1931 à Meudon (Hauts-de-Seine).
- 24 janvier à Metz : Edmond Berthélémy, mort au Val-d'Ajol (Vosges) le 1er septembre 1961, militaire français qui participa à la Première Guerre mondiale et obtient le grade général de division.
- 5 février à Metz : Eugène Decisy, mort le 3 juillet 1936 (à 70 ans) à Orly-sur-Morin, peintre et graveur français.
- 20 mars à Spincourt : Louis Marie Émile Bertrand, mort au Cap d'Antibes le 6 décembre 1941, romancier et essayiste français.
- 2 avril à Vioménil : Henri Joly, autodidacte, inventeur et précurseur du cinéma, mort le 9 décembre 1945 à Paris 20e[12].
- 4 avril à Volmunster : Émile Gentil, mort le 30 mars 1914 à Bordeaux, officier de marine, explorateur et administrateur colonial français. Il a donné son nom à Port-Gentil, la capitale économique du Gabon.
- 22 avril à Valleroy-aux-Saules (Vosges) : Marc Mathis, homme politique français décédé le 10 juin 1917 à Paris.
- 28 mai à Loison : Charles Humbert , mort le 1er novembre 1927 à Paris, homme politique français.
- 3 juin :
  - à La Neuveville-lès-Raon : Alfred Renaudin, mort le 7 novembre 1944 à Fontannes, artiste peintre français.
  - à Metz : Émile Kraeutler[13],[14], ancien pilote automobile d'Alsace, franco-germanique, mort à une date inconnue.
- 30 juin à Remiremont : Paul Mougin, mort à Champigneulles près de Nancy, 20 mai 1939, ingénieur forestier qui s'est notamment intéressé à la gestion des risques d'avalanche et à la restauration des terrains en montagne via le reboisement.
- 6 juillet à Sarrebourg : Charles, Marie, Emmanuel Mangin[5], mort à Paris le 12 mai 1925, officier supérieur français qui s'est illustré durant la Première Guerre mondiale, dont il fait partie des principaux généraux, aux côtés de Nivelle, Foch et Pétain.
- 22 juillet à Hombourg-Haut : Théodore Paqué, homme politique français, mort le 10 novembre 1943 à Saint-Dié (Vosges).
- 25 juillet à Vallérysthal  : Adrien Richard, mort  le 14 juin 1948 à la Verrerie de Portieux (Vosges,  industriel et homme politique français. Maire, Conseiller Général, Il est notamment sénateur des Vosges de 1927 à 1940, c'était un ami d'Albert Lebrun, alors Président de la République.
- 1er août à Épinal : Louis Édouard Lapicque, mort le 6 décembre 1952 à Paris 5e[15], médecin, physiologiste et anthropologue français.
- 23 décembre à Bras-sur-Meuse : Georges Lecourtier, agriculteur et homme politique français décédé le 26 juillet 1940 à Bras-sur-Meuse, dans la Meuse.
- 31 décembre à Épinal : Georges Spitzmuller, mort à Paris le 5 octobre 1926, écrivain, journaliste, dramaturge et librettiste français.

## Décès

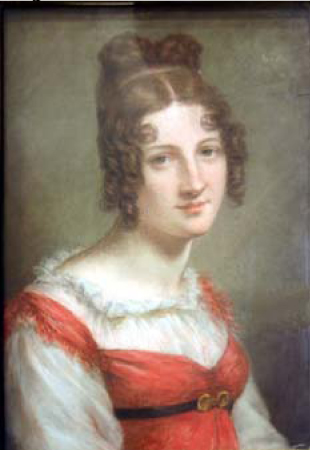
Elise Voïart

- 21 janvier à Vadelaincourt : Charles Antoine Génin, homme politique français né le 5 avril 1785 à Verdun (Meuse) .
- 22 janvier à Nancy : Élise Voïart, née Élise Petitpain le 10 février 1786 à Nancy , écrivaine française, traductrice, romancière et auteure d’ouvrages pour la jeunesse.
- 4 août à Nancy : Joseph Fawtier, homme politique français né le 28 mars 1801 à Nancy (Meurthe).